# Brachyleptura
Brachyleptura es un género de escarabajos en la familia Cerambycidae. De distribución holártica.

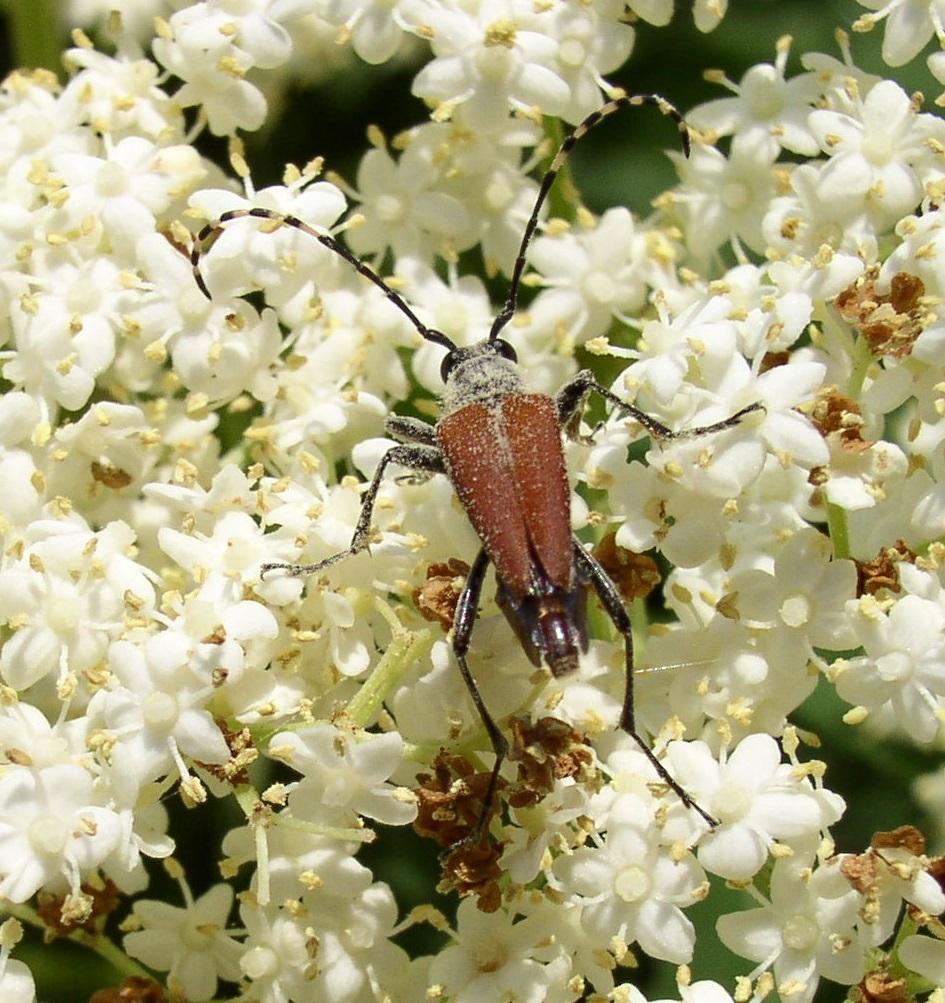
Brachyleptura rubrica

## Especies
Especies del Nuevo Mundo (hay más en Asia):
- Brachyleptura champlaini Casey, 1913
- Brachyleptura circumdata (Olivier, 1795)
- Brachyleptura dehiscens (LeConte, 1859)
- Brachyleptura pernigra (Linell, 1897)
- Brachyleptura rubrica (Say, 1824)
- Brachyleptura vagans (Olivier, 1795)
- Brachyleptura vexatrix (Mannerheim, 1853)